# غيليس فيدال
غيليس فيدال (بالفرنسية: Gilles Vidal)‏ هو مهندس فرنسي، ولد في 1972.